# Вера
Вера (ијек. вјера) означава уверење у истинитост неке тврдње без њене провере, односно без логичког расуђивања и закључивања.
У свакодневном животу, човек функционише верујући у многе ствари, идеје, људе, и разне вероватне или невероватне догађаје. У теологији, под вером се обично мисли на веру у Бога.

## Психологија
У психолошком смислу, вера може да значи однос поверења између две особе или однос поверења појединца према свету.

## Религија
Човек који верује у спасење или у изгледнију будућност не долази до таквог става рационалним путем. Мотивација је или спољашња, под утицајем неког ауторитета или унутрашња; потреба, осећање, субјективни став.
За разлику од теолога, верник може да верује у Бога и без нарочитог знања из области теологије. Ипак, то многе вернике не спречава да у својој вери буду фанатични. Такође, вера појединца се разликује од вере у религијском смислу и по томе што вера појединца, такозвана филозофско-утопијска, не мора да буде усмерена искључиво ка Богу, већ ка неким другим идеалима. Црква, међутим, пружа организовану и институционализовану веру. Она представља посредника између људи и божанства, што постиже на различите начине, рецимо преко верских обреда и церемонија. Улога цркве је и да разматра значајна питања вере, али и одлучује о својим члановима, ко и на који начин може да постане њен члан, али и да престане то да буде услед кршења неког моралног кодекса који је сама црква прописала. У Светом писму, вера је дефинисана као производ људских нада, али који је недоступан чулима. За Апостола Павла, вера је спасење сваког човека, а за Јеванђелисту Јована, вера је једнака љубави према Христу, али и према свима онима који су од Бога потекли.

## Логика
У класичној логици, вера се сматра тврдњом, јер износи неку тврдњу или очекивање о стварности за коју се претпоставља да је истинита или лажна (чак и ако то не може практично да се провери, као што је вера у постојање неког божанства). Историјски гледано, филозофске анализе нарави вере проучавале су је кроз појам суда. У томе се посебно истичу Дејвид Хјум и Имануел Кант.